# Берешти (Сучава)
Берешти (рум. Berești) насеље је у Румунији у округу Сучава у општини Ханцешти. Oпштина се налази на надморској висини од 316 m.

## Становништво
Према подацима из 2002. године у насељу је живело 656 становника, од којих су сви румунске националности.